# Gaspard de Saulx, seigneur de Tavannes

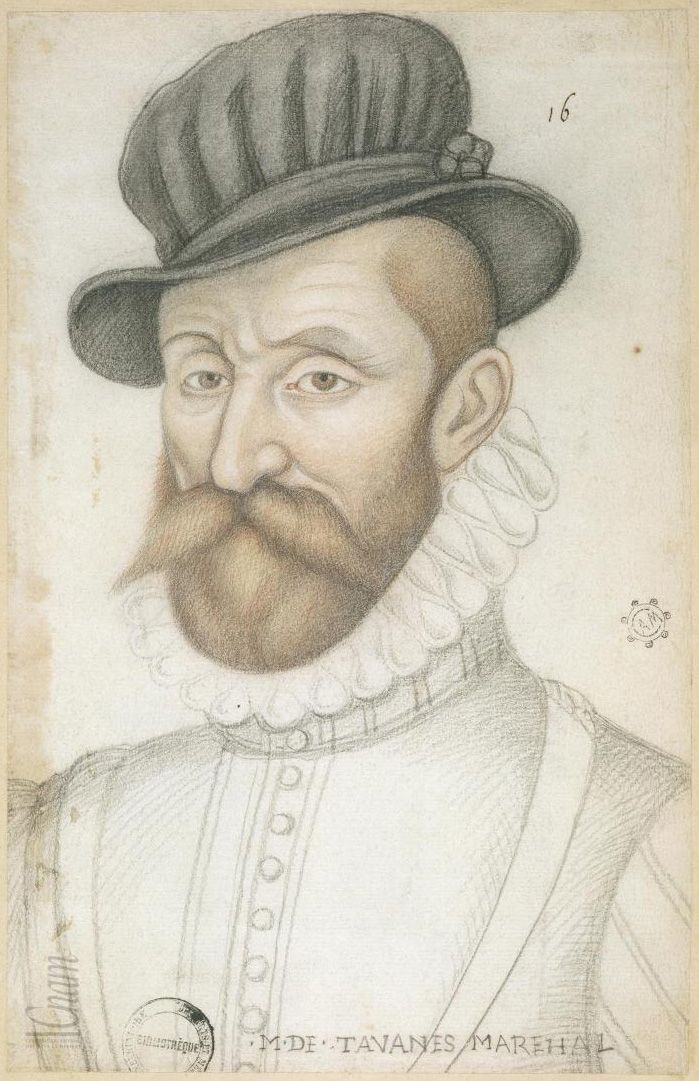
Gaspard de Saulx auf einer Porträtzeichnung aus dem Atelier Clouet, 16. Jh.

Gaspard de Saulx, seigneur de Tavannes (* März 1509 in Dijon; † 19. Juni 1573 auf Schloss Sully in Sully) war ein französischer Feldherr und Marschall von Frankreich.

## Leben
De Saulx war der zweite Sohn des Jean de Saulx und dessen Frau Marguerite de Tavannes. Er kam als Page an den französischen Hof und schlug eine militärische Laufbahn ein. Er zeichnete sich in den Kriegen unter Franz I. und Heinrich II. aus, bewies sich in der Zeit der Hugenottenkriege als eines der fanatischsten Häupter der katholischen Partei. Nach den Siegen von Jarnac und Moncontour wurde er 1570 Marschall und soll in der Bartholomäusnacht 1572 persönlich den Pariser Pöbel zur Ermordung der Protestanten aufgerufen haben. Im Jahr 1563 starb sein ältester Sohn. De Saulx de Tavannes ließ zwei Schlossanlagen errichten: Schloss du Pailly, in der Gemeinde Le Pailly und ab 1567 Schloss Sully bei Autun, in dem er auch starb.
Seine Briefe an Karl IX. wurden 1857 veröffentlicht, Lettres diverses von Barthélemy 1858. Seine Biographie verfasste sein Sohn Jean de Saulx de Tavannes (Lyon 1657).
Sein Sohn Guillaume de Saulx de Tavannes (1553–1633), hinterließ Mémoires historiques, von 1560 bis 1596 reichend (Paris 1625).

## Familie
Am 15. Dezember 1546 heiratete de Saulx Françoise (geborene de La Baume-Montrevel), eine Tochter des Grafen Jean IV. von La Baume de Montrevel und dessen Frau Françoise (geborene de Vienne) sowie eine Nichte des Kardinals François II. de Tournon. Das Paar hatte mehrere Kinder:
- Jeanne de Saulx (1547–1626) ⚭ 1. Januar 1570 mit Réné de Rochechouart, Baron von Mortemart
- Henri Charles Antoine de Saulx (1549–1563)
- Guillaume de Saulx (1551–Juli 1637) ⚭ 1. am 18. Oktober 1570 mit Catherine (geborene Chabot); 2. am 4. Juli 1620 mit Jeanne de Pontailler[5]
- Jean de Saulx (um 1553–1639/1630), schrieb die Memoiren seines Vaters.[6] ⚭ 1. am 14. Januar 1579 mit Catherine Chabot de Mirebel, 2. im Jahr 1594 mit Gabrielle des Prez de Montpezat
- Claude de Saulx († 25. März 1639) ⚭ 1. am 21. Januar 1588 mit Charles Louis, Marquis von La Chambre, 2. am 6. Dezember 1608 Louis d’Ancienville-Bourdillon, Marquis d’Epoisses

## Publikationen (Auswahl)
- Jean de Saulx, vicomte de Tavannes: Mémoires de très-noble et très-illustre Gaspard de Saulx, seigneur de Tavannes, mareschal de France, admiral des mers de Levant, gouverneur de Provence, conseiller du roy, et capitaine de cent hommes d’armes. Nachdruck in: Collection complèt̀e des méḿoires relatifs à ̀l’histoire de France. M. Petitot, Paris (Band 23 (gallica.bnf.fr), Band 24 (gallica.bnf.fr), Band 25 (gallica.bnf.fr)).
- Léonce Pingaud: Correspondance des Saulx-Tavanes au XVIe siècle. Champion, Paris 1877 (archive.org).